# 国王十字 (伦敦)
国王十字（英語：King's Cross）是英国伦敦市中心的一个区域，位于查令十字以北4.8公里，地名中的「國王」指英國國王佐治四世。国王十字车站和圣潘克拉斯车站都设于此处。圣潘克拉斯车站也是巴黎和布鲁塞尔的国际列车欧洲之星始发站。尤斯顿车站则位于西面半英里处。
该区域曾是一处红灯区，但自1990年代以后，随着2007年欧洲之星开通，已经进行了改造。